# Kanton Gerzat
Der Kanton Gerzat ist seit 1982 ein französischer Kanton in den Arrondissements Clermont-Ferrand und Riom  im Département Puy-de-Dôme und in der Region Auvergne-Rhône-Alpes; sein Hauptort ist Gerzat.

## Geografie
Der Kanton ist 44,73 km² groß und hat (2022) 17.738 Einwohner, was einer Bevölkerungsdichte von 397 Einwohnern pro km² entspricht. Er liegt im Mittel auf 363 Meter über dem Meeresspiegel, zwischen 313 m in Malintrat und 818 m in Sayat.

## Gemeinden
Der Kanton besteht aus vier Gemeinden mit insgesamt 17.738 Einwohnern (Stand: 2022) auf einer Gesamtfläche von 44,73 km²:
| Gemeinde       | Einwohner 1. Januar 2022 | Fläche km² | Dichte Einw./km² | Code INSEE | Postleitzahl | Arrondissement   |
| -------------- | ------------------------ | ---------- | ---------------- | ---------- | ------------ | ---------------- |
| Aulnat         | 4.127                    | 4,21       | 980              | 63019      | 63510        | Clermont-Ferrand |
| Gerzat         | 10.268                   | 16,28      | 631              | 63164      | 63360        | Clermont-Ferrand |
| Malintrat      | 1.133                    | 8,16       | 139              | 63204      | 63510        | Riom             |
| Saint-Beauzire | 2.210                    | 16,08      | 137              | 63322      | 63360        | Riom             |
| Kanton Gerzat  | 17.738                   | 44,73      | 397              | 6317       | –            | –                |

Bis zur Neuordnung bestand der Kanton aus den sechs Gemeinden: Aulnat, Blanzat, Cébazat, Gerzat, Malintrat und Sayat.

## Bevölkerungsentwicklung
| Jahr                       | 1962   | 1968   | 1975   | 1982   | 1990   | 1999   | 2006   | 2011   |
| Einwohner                  | 11.359 | 15.928 | 22.792 | 26.525 | 28.386 | 28.403 | 29.261 | 28.890 |
| Quellen: Cassini und INSEE |        |        |        |        |        |        |        |        |